# Seymouria
Seymouria es un género extinto de tetrápodo pertenecientes al clado Seymouriamorpha. Habitaron en el Pérmico Inferior en lo que hoy es Norteamérica y Alemania. Era de tamaño pequeño, unos 60 cm de longitud, y estaba bien adaptado a vivir en tierra, con muchas características reptilianas, tantas que, en un principio fue considerado un reptil primitivo.
Los primeros fósiles de Seymouria fueron hallados en Seymour, Condado de Baylor, Texas (de ahí el nombre de la especie tipo, Seymouria baylorensis) y tienen una antigüedad de unos 250 millones de años. Se alimentaba probablemente de insectos y quizá algún animal algo mayor.

## Características

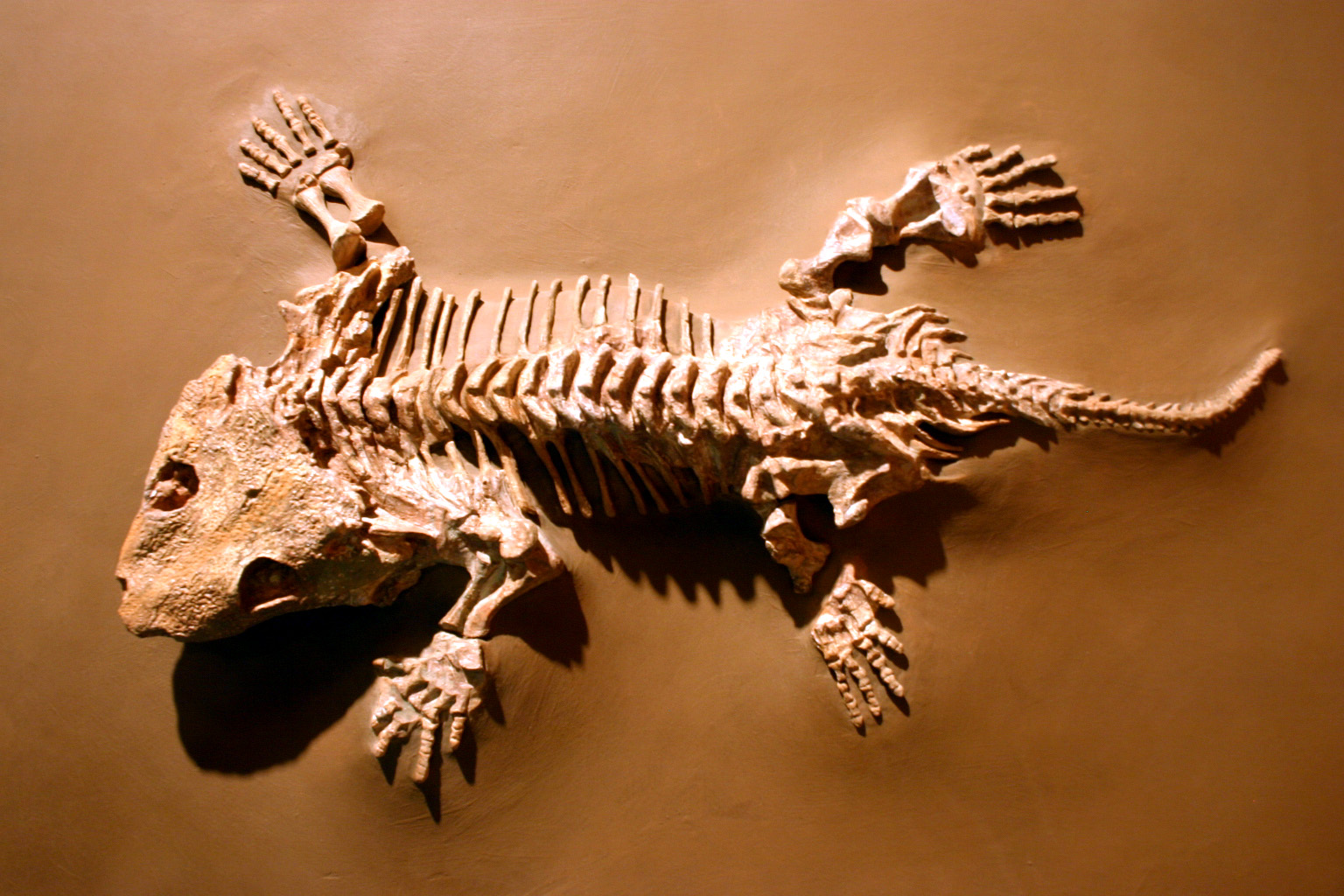
Esqueleto de Seymouria, Museo de Historia Natural de Washington.

Las especies de este género presentaban arcos neurales de la vértebras convexos en su cara dorsal y un canal para el conducto lacrimal. Exhibían, a su vez, un solo cóndilo occipital, un cintura escapular con un largo hueso interclavicular, una cintura pélvica unida a la columna vertebral por dos vértebras sacras, una lámina del ilion ensanchada para proporcionar más superficie de inserción a los fuertes músculos de las patas traseras y una fórmula de las falanges 2:3:4:5:3(4), similar a la de los reptiles.
Poseían huesos del cráneo con depresiones y relieves, la disposición de los huesos del cráneo similar a la de los anfibios primitivos, con un hueso intertemporal, los dientes con estructura laberíntica, los palatales dispuestos por pares, como en muchos laberintodontos, las escotadura ótica y aparato auditivo similar a la de los anfibios modernos (Lissamphibia) y los signos, en algunos fósiles, de existencia de canales de la línea lateral.